# Eleições legislativas portuguesas de 1913
As eleições legislativas portuguesas de 1913 foram realizadas a 16 de Novembro, e serviram para eleger 153 deputados e 71 senadores. 
Estas foram as primeiras eleições realizadas para o sistema bicameral, aprovado na Constituição de 1911, e, também, foram as primeiras eleições após a divisão do Partido Republicano em Democráticos, Evolucionistas e Unionistas.
Foram também as primeiras eleições, em contraste com o regime anterior, em que analfabetos não poderam votar, então constituindo cerca de três quartos da população nacional, facto dado a conhecer pelo V Recenseamento Geral da População de Portugal. Afonso Costa, cabeça do Partido Democrático, defendera para estas eleições a exclusão destes iletrados, então os mais desfavorecidos da sociedade, alegando haver incapacidade de exercer devido escrutínio democrático por parte desta coorte de concidadãos.
Se querem fazer eleições com analfabetos, façam-nas os senhores [Evolucionistas] porque eu quero fazê-las com votos conscientes. (…) Indivíduos que não sabem os confins da sua paróquia, que não têm ideias nítidas e exatas de coisa nenhuma, nem de nenhuma pessoa, não devem ir à urna, para não se dizer que foi com carneiros que confirmámos a República.— Afonso Costa, discursando no Parlamento a 12 de junho de 1913
Assim, de um país com cerca de 5 970 000 habitantes, apenas cerca de 1 482 000 (24,8%) saberiam ler e destes, apenas homens podendo votar, apenas 397 mil (6,6% do total) seriam habilitados para voto, dos quais apenas 150 mil (2,5%) votariam, cerca de metade do que se havia verificado em 1910, em que o partido de Afonso Costa tinha reportadamente ganho apenas 9% dos votos.
Com o afastamento das forças políticas do velho regime, lideradas por António Teixeira de Sousa e por José Luciano de Castro, a divisão do Partido Republicano e a abertura da política aos socialistas, o novo jogo de forças deu a vitória ao Partido Democrático, que conquistou cerca de 44% dos votos, iniciando, assim, uma fase de amplo domínio político na Primeira República.

## Resultados Nacionais
| Partido                 | Partido                           | Votos   | %    | +/-  | Deputados | +/-     | Senadores |
| ----------------------- | --------------------------------- | ------- | ---- | ---- | --------- | ------- | --------- |
|                         | Partido Democrático               |         | 44,0 | Novo | 68 / 153  | Novo    | 24 / 66   |
|                         | Partido Republicano Evolucionista |         | 27,0 | Novo | 41 / 153  | Novo    | 16 / 66   |
|                         | Partido da União Republicana      |         | 24,0 | Novo | 36 / 153  | Novo    | 18 / 66   |
|                         | Independentes                     |         | 3,0  |      | 6 / 153   | 3       | 6 / 66    |
|                         | Partido Socialista Português      |         | 2,0  |      | 2 / 153   | Estável | 2 / 66    |
| Votos Inválidos         |                                   |         |      |      |           |         |           |
| Total                   | Total                             | 150 000 | 100  |      | 153       | 81      | 66        |
| Eleitorado/Participação | Eleitorado/Participação           | 397 038 | 37,8 |      |           |         |           |